# Уильямс, Сьюзан
Сьюзан Рене Уильямс (англ. Susan Rene Williams; род. 17 июня 1969, Лонг-Бич, Калифорния) — американская триатлонистка, бронзовый призёр Олимпийских игр.

## Биография
Родилась в городе Лонг-Бич в Калифорнии 17 июня 1969 года.
Сьюзан начала заниматься триатлоном в 1994 году и стала профессионалом в 1997 году. Ранее она занималась плаванием и добилась успехом в студенческом спорте. Велоспортом ранее не занималась, ограничиваясь велопрогулками с друзьями. В 2000 году у Сьюзан родилась дочь, после чего она возобновила карьеру с целью попадания на Олимпиаду.
В 2002 году приняла участие на чемпионате мира Ironman. Она была включена в национальную сборную США по триатлону и участвовала в летних Олимпийских играх 2004 года в Афинах. В женском триатлоне Уильямс завоевала бронзовую медаль, уступив 18 секунд серебряной медалистке из Австралии Лоретте Харроп и 25 секунд австрийке Кейт Аллен. Уильямс стала первой триатлонисткой из Соединённых Штатов, завоевавшей медаль в этой дисциплине, которая проводилась второй раз в истории Олимпийских игр. После этого успеха она стала тренером и при этом оставалась действующим спортсменом США по триатлону. В 2014 году она была включена в Зал славы Американской федерации триатлона.
Имеет образование, полученное в Университете Алабамы и Колорадском университете.